# Tomier e Palaizi
Tomier e Palaizi, o Palazi (fl. 1199-1226), sono stati due cavalieri e trovatori originari di Tarascona, compagni e co-compositori, forse fratelli.

## Biografia
Palaizi e Tomier furono coinvolti nella crociata albigese. Nel sirventes De chantar farai, scritto forse durante l'assedio di Luigi VIII ad Avignone nel 1226, Loro criticano la crociata albigese e il Papato - "coloro che hanno trasformato la crociata" - per sviare "soccorso e valore" (aiuto e sostegno militare) dal "Sepolcro" (la Terrasanta), un atto di "miscredenza", vale a dire "un peccato contro la fede":
La crociata albigese viene descritta come falsa croisada e la canzone ha un ritornello in rime che deve essere stato inteso a destare le passioni in Provenza per la lotta contro i francesi: Segur estem, seignors, / E ferm de ric socors! ("Sicuri stiamo, signori, / E fiduciosi di un grande aiuto"). Tomier e Palaizi accusano la chiesa di egemonia e, in special modo, il legato Romain de Saint-Ange di avarizia. Nel primo e meno violento sirventes, Si col flacs molins torneja (1216 circa), i due trovatori spiegano che la spedizione albigese rovina le strade e i porti che conducono ad Acri, dove si svolge la vera Crociata. Per loro, i crociati pauc a en Deu d'esperanssa (hanno poca speranza in Dio). Alla fine Tomier e Palaizi accusano la Chiesa di eresia e quindi prendono le distanze dalla Chiesa di Roma che vorrebbe accusare invece loro come eretici.